# Епископство Кимзе
Епископство Кимзе (нем. Bistum Chiemsee; лат. Dioecesis Chiemensis) — епископство в составе Священной Римской империи, существовавшее с 1216 по 1808 годы. Княжество находилось на территории современной земли Бавария (Германия).

## История
Епископство Кимзее было основано архиепископом Зальцбурга Эберхардом II Регенсбергским на островах Кимзе в Баварии в 1216 году. Создание епископства было вызвано тем, что после значительного увеличения размеров Баварии архиепископией стало трудно управлять. И император Священной Римской империи, и Папа римский дали свое согласие на учреждение епископства в 1213 году.
Сначала резиденцией епископства должен был стать монастырь монахинь Фрауенкимзее, но впоследствии епархиальным собором была выбрана монастырская церковь монахов близлежащего бенедиктинского монастыря Херренкимзее. Епископ Кимзее оставался в тесной зависимости от архиепископа Зальцбурга. Фактически резиденцией епископства был так называемый Кимзехоф в городе Зальцбург. В настоящее время это здание используется парламентом и правительством земли Зальцбург.
Епископство было довольно небольшим: на момент создания оно состояло из 10 приходов и, наконец, из 11 в 1804 году, в основном состоящих из эксклавов в окрестностях Санкт-Иоганна в Тироле.
Самым известным епископом был Бертольд Пюрстингер (1508—1525), который дважды использовал своё влияние для спасения невинных людей от (городских советников в 1511 году и крестьян в 1524 году); после ухода с должности стал известным гуманистом.
Вместе с секуляризацией архиепископства в 1803 году епископство утратило и свою территориальную функцию. В 1808 году епархия была упразднена после того, как последний епископ отказался от своих прав. Временно находившиеся под властью Ординариата епископства Фрайзинга, австрийские части вернулись в Зальцбург и были присоединены к епископству Бриксен в 1817-1818 году, а остальные стали регулярной частью недавно переименованного архиепископства Мюнхен-Фрайзинг. В 2009 году епархия Кимзее была восстановлена в качестве титульной епархии.